# Красноярка (река, впадает в Японское море)
Красноярка — река на острове Сахалин.
Впадает в Татарский пролив, протекает по территории Холмского городского округа Сахалинской области.
Общая протяжённость реки составляет 42 км. Площадь водосборного бассейна составляет 200 км². Общее направление течения с востока на запад. В устье реки расположено село Красноярское.

## Данные водного реестра
По данным государственного водного реестра России относится к Амурскому бассейновому округу.
Код объекта в государственном водном реестре — 20050000212118300007226.